# Silvo Plut
Silvo Plut (Novo mesto, 29 mei 1968 - Ljubljana, 28 april 2007) was een Sloveens seriemoordenaar, overvaller en kidnapper.
Plut werd in februari van 2006 in Slovenië veroordeeld tot dertig jaar gevangenisstraf voor de moord op Ljubica Ulcar (25) en poging tot moord op (en mishandeling van) haar man Mirko Ulcar in Servië. In april 2007 kwam daar nog veertig jaar bij voor het eerdere ombrengen van Jasmina Djosic (25). Op het moment van zijn arrestatie wilde Kroatië hem ook al vervolgen voor moord. Daarvoor kon Plut in Slovenië evenwel niet opgepakt worden vanwege problemen bij de uitwisseling van bewijs, tot hij aangeklaagd werd voor het doden van Ulcar.

## Eerdere moorden
Plut was recent voor zijn arrestatie voorwaardelijk in vrijheid gesteld. In 1990 werd hij namelijk al eens eerder veroordeeld voor de verkrachting en moord op oud-klasgenote Marjanca Matjašič. Plut kreeg daar vijftien jaar gevangenisstraf voor, waarvan hij er dertien uitzat. Een jaar na zijn vrijkomen maakte hij met Djosic in Servië zijn tweede slachtoffer, waarna hij naar Slovenië vluchtte.
Plut pleegde op 28 april 2007 zelfmoord in zijn gevangeniscel door een overdosis slaapmiddelen te nemen.